# 第40軍 (日本陸軍)
第40軍（だいよんじゅうぐん）是大日本帝国陸軍的军之一，1945年1月在臺灣臺北市編成完畢，8月終战時的駐地在鹿儿岛县。

## 沿革
第二次世界大战末期，日本由于失去作为绝对国防圈要冲的塞班岛以及雷伊泰島戰役的败北，为了进行本土决战而在1945年1月8日组建「第40軍」，同月15日在臺北市編成完畢，16日编入第10方面軍战斗序列，之後駐守在嘉義市。5月14日为了强化南九州防衛，軍方規劃将司令部从台湾嘉義转移至鹿儿岛，在6月10日從桃園飛行場出發，途中停留在上海市和廟行鎮，在6月12日抵達福岡市雁巢飛行場，6月17日駐守在鹿儿岛县的宮城町至伊集院町地區，用以应对在九州南部登陆的同盟國部队，但同盟国部队并没有在九州南部登陆，于是在当地迎来終战。

## 軍概要

### 司令官
- 中澤三夫中将（陸士24期）：1945年（昭和20年）1月12日 - 終战

### 参謀長
- 安達久少将（陸士33期）：1945年（昭和20年）1月12日 - 終战

### 最終司令部構成
- 司令官：中沢三夫中将
- 参謀長：安達久少将
- 高級参謀：市川治平大佐
- 高級副官：臼井一男中佐

### 最終所属部隊
- 第146师团
- 第303师团
- 独立混成第125旅团
- 第4砲兵司令部：藤山朝章少将（最終位置：川内）
  - 独立野砲兵第9連隊：奈良太郎大佐　
  - 野战重砲兵第28連隊：山根寅雄中佐　
  - 野战重砲兵第20大隊：大井勇三中佐
  - 独立重砲兵第44大隊：末次泰輔少佐
  - 自走砲第8大隊 　 　 　
  - 迫撃砲第21大隊：岡本佐喜男少佐
  - 迫撃砲第24大隊：鴨木甫少佐　
  - 迫撃砲第25大隊：中村平八大尉

其他直轄部隊
- 独立工兵第104大隊
- 独立工兵第122大隊
- 電信第43連隊：岸道郎少佐